# Doris Gallart

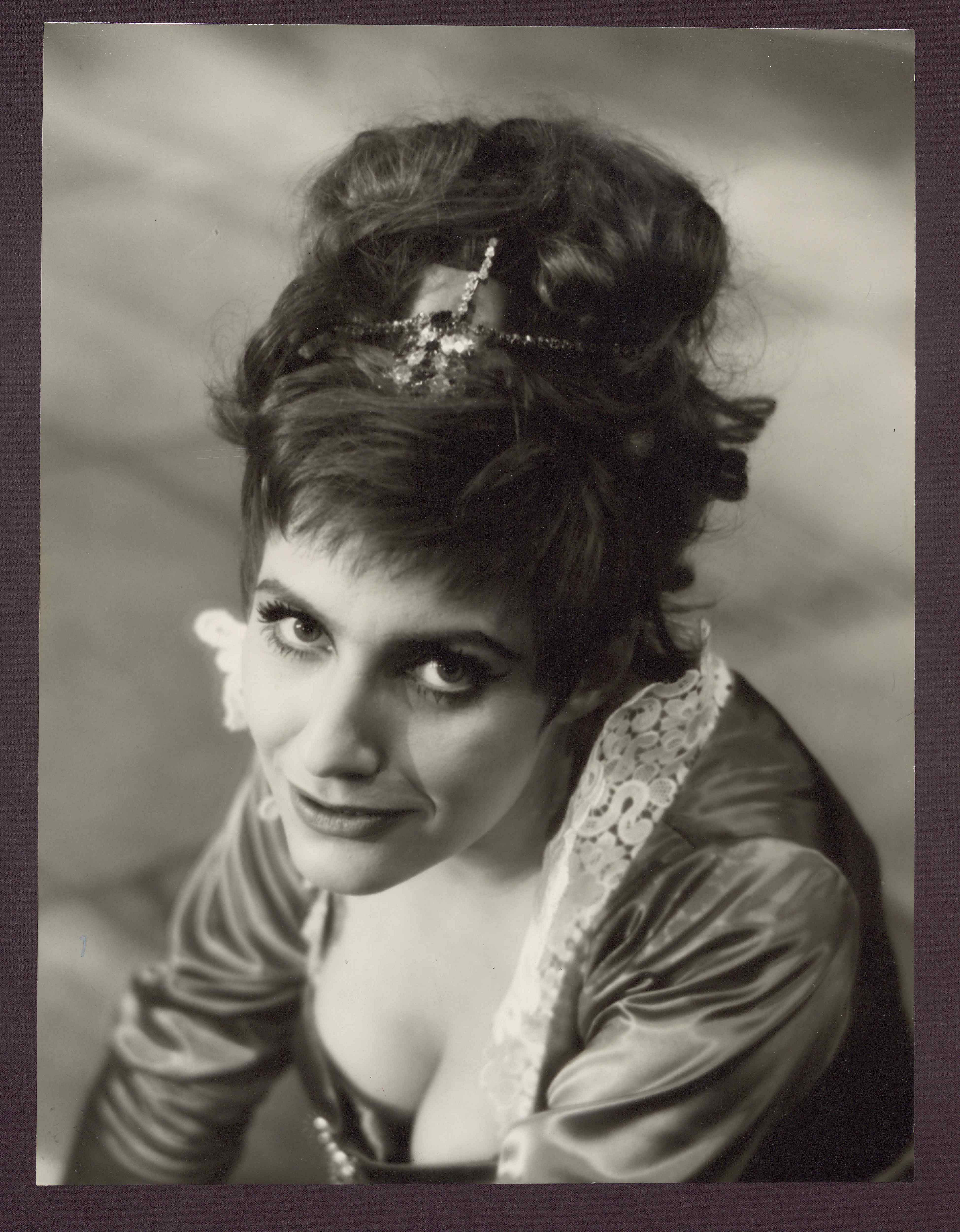
Doris Gallart in Viel Lärm um nichts am Badischen Staatstheater Karlsruhe (1963/64)

Doris Gallart (* 28. Oktober 1936 in Ostpreußen; † 1. September 2018 in München-Moosach) war eine deutsche Schauspielerin und Synchronsprecherin.

## Leben
Nach ihrer Ausbildung in Ballett und Pantomime an der Folkwangschule in Essen studierte sie Schauspiel, Gesang und Klavier an der Staatlichen Hochschule für Musik in Hamburg. Neben vielen verschiedenen Rollen in Theater und Fernsehen lieh sie ihre Stimme unter anderem Vanessa Redgrave, Joan Crawford, Anna Magnani, Barbara Stanwyck, Candice Bergen, Catherine Deneuve und Claudia Cardinale. Außerdem war sie auch Synchron-Autorin und Synchron-Regisseurin (über 200 Folgen von Fernsehserien und über 50 Kino- und Fernsehfilme).
Sie war bis zu dessen Tod 2008 mit dem Schauspieler Herbert Bötticher verheiratet.

## Filmografie (Auswahl)
- 1954: Carmen
- 1965: Die Zwillinge aus Venedig
- 1966: Draussen vor der Tür
- 1966: Nur einer wird leben
- 1968: Das Ferienschiff (Serie)
- 1972: Die Unzufriedene
- 1972: Verrat ist kein Gesellschaftsspiel
- 1973: Der Zweck heiligt die Mittel
- 1973: Smog
- 1974: Im Auftrag von Madame
- 1974: Motiv Liebe – Öl ins Feuer (TV-Serie)
- 1976: Es muß nicht immer Kaviar sein (Serie)
- 1976: Der Mann, der sich nicht traut
- 1983: Mensch, Teufel noch mal
- 1987: Schönemann + Co
- 1989: Pension Corona (Serie)
- 2004: SOKO 5113 (Fernsehserie, Folge Heimspiel)
- 2011: Holger sacht nix
- 2013: Hubert und Staller – Die ins Gras beißen
- 2017: Mata Hari – Tanz mit dem Tod
- 2017: WaPo Bodensee (Fernsehserie, Folge Der Fremde)

## Synchronrollen (Auswahl)
Vanessa Redgrave
- 1992: als Ruth Wilcox in Wiedersehen in Howards End
- 1993: als Nívea del Valle in Das Geisterhaus
- 1995: als Miss Bentley in Ein Sommer am See
- 1997: als Elsa Lübing in Fräulein Smillas Gespür für Schnee
- 2006: als Peneople Keeling in Rosamunde Pilcher – Die Muschelsucher
- 2007: als Briony Tallis (alt) in Abbitte
- 2010: als Madeleine Rees in Whistleblower – In gefährlicher Mission

Brenda Vaccaro
- 1986: als Julia Blake in Karussell der Puppen
- 2001: als Bobs Mutter in Becker

Carol Burnett
- 1992: als Dotty Otley/Mrs. Clackett in Noises Off! – Der nackte Wahnsinn
- 2009: als Grandma Maureen in (Traum)Job gesucht

Marian Seldes
- 1999: als Mrs. Dudley in Das Geisterschloss
- 2010: als Vivian Cudlip in Der letzte Gentleman

Debra Mooney
- 2001: als Eleanor in Caroline in the City
- 2003: als Marjorie Landsdown in Für alle Fälle Amy

### Filme
- 1988: Lauren Bacall als Lady Westholme in Rendezvous mit einer Leiche
- 2005: als Elsa in Morgen, Findus, wird’s was geben

### Serien
- 1996: Joanna Barnes als Valerie Crandell in Cheers
- 2013: Ellen Burstyn als Elizabeth Hale in House of Cards